# Ministerium Römer
Das Ministerium Römer bzw. das Märzministerium  bildete vom 9. März 1848 bis 28. Oktober 1849 die Landesregierung von Württemberg.
| Amt                          | Name                                                           |
| ---------------------------- | -------------------------------------------------------------- |
| Justiz                       | Friedrich Römer                                                |
| Finanzen                     | Adolf Goppelt                                                  |
| Inneres                      | Gustav Duvernoy                                                |
| Kultus                       | Paul Pfizer vom 9. März 1848 bis 14. August 1848               |
| Kultus                       | Eduard Schmidlin vom 14. August 1848 bis 16. September 1849    |
| Äußeres und Königliches Haus | Joseph Ignaz Graf von Beroldingen März bis Mai 1848            |
| Äußeres und Königliches Haus | Karl Ludwig Friedrich Roser seit 13. Mai 1848                  |
| Krieg                        | Johann Georg Graf von Sontheim vom 9. März bis 24. Juni 1848   |
| Krieg                        | August Freiherr von Rüpplin 24. Juni 1848 bis 28. Oktober 1849 |